# Камера, Франсиско
Франсиско Камера (исп. Francisco Cámera; род. 1 января 1944, Уругвай) — уругвайский футболист, защитник.

## Карьера

### Клубная карьера
Во взрослом футболе дебютировал в 1962 году в клубе «Монтевидео Уондерерс», в составе которого вместе с командой стал чемпионом второго дивизиона. В 1967 году перешёл в «Нью-Йорк Скайлайнерс» и выступал в Североамериканской футбольной лиге.
В 1968 году стал игроком аргентинского футбольного клуба «Платенсе», в составе которого принял участие в десяти матчах. В 1970 году Камера перешёл в клуб «Белья Виста».
Завершил карьеру футболиста в составе клуба «Рентистас».

### Карьера в сборной
В 1970 году дебютировал в официальных матчах в составе национальной сборной Уругвая. В том же году стал членом команды, выступавшей на чемпионате мира в Мексике, но не сыграл на турнире ни в одном матче.